# سدرکنی
سدرکنی (به مجاری:  Szederkény) یک منطقهٔ مسکونی در مجارستان است که در ناحیه بوی واقع شده‌است.